# Magyar LMBT-kronológia (2000-es évek)
Az alábbi kronológia a leszbikus, meleg, biszexuális és transznemű embereket érintő fontosabb magyar eseményeket tartalmazza a 2000-es évekből.
» korábbi események

## 2000
- január 10. – A Barátok közt c. sorozatban az egyik főszereplő, Hoffer Misi bevallja egyik barátjának, hogy a saját neméhez vonzódik.[1] A családi konfliktusok és heteroszexuális próbálkozások után Róbert mellett találja meg boldogságát.[2] (lásd: 2001. március 1.)
- június 6. – Az Európa Tanács Parlamenti Közgyűlésének Jogi és emberi jogi bizottsága jelentésében[3] Magyarországot név szerint is elítéli, amiért nem azonos a beleegyezési korhatár az azonos és különnemű párok számára
- június 29. – július 2. – Az V. Leszbikus-, Meleg-, Biszexuális- és Transzneműfesztivál.[4]
- december 19. – Erkel Tibor MIÉP-es képviselő az oktatási miniszterhez címzett kérdésében[5] a Labrisz Leszbikus Egyesület oktatási programját támadja. A kormány képviselője felszólítja az iskolaigazgatókat, hogy ne vegyenek részt a programban.
- december 2-3. – Az SZDSZ kongresszusa A korszakváltás programja címmel elfogadja a párt hosszútávú programját. A dokumentum külön fejezetben[6] foglalkozik a szexuális kisebbségek esélyegyenlőségével. (lásd: 2007. február 25.)

## 2001
- március 1. – A Barátok közt egyik jelenetében azonos nemű felek közötti csókot ábrázolnak.[7] (lásd: 2000. év eleje)
- április 17. – A kormány előterjesztésére a Parlament elfogadja a Munka törvénykönyvének hátrányos megkülönböztetésre vonatkozó jogharmonizációs célú módosítását.[8] Az Európai Unió vonatkozó irányelve[9] ellenére a szexuális irányultság nem kerül be a megnevezett tulajdonságok közé.
- július – A Sziget-ügy. Tarlós István óbudai polgármester és a Sziget Fesztivál szervezői egy szerződés keretében megállapodnak, hogy nem lesznek homoszexuális rendezvények a Szigeten.[10] Tiltakozássorozat indul,[11][12] és hivatali visszaélés miatt feljelentik a polgármestert.[13] A szervezők visszakoznak.[14] A bíróság 2002 márciusában megsemmisítette a szerződés ezen kitételeit.[15]
- július 5–8. – A VI. Leszbikus-, Meleg-, Biszexuális- és Transzneműfesztivál.[16]
- szeptember 4–5. – Az ORTT első ízben marasztal el olyan tévé (A Hét),[17] illetve rádió (Vasárnapi Újság) műsorokat, amelyek előítéletesen mutatják be a homoszexuálisokat.[18] Bár a műsorok fellebbeznek, az ORTT októberi döntésében[19] megerősíti első határozatát. Az MTV a bíróságon fellebbez a döntés ellen. A per ítélethozatal nélkül zárul, mivel a felek 2002-ben megegyeznek, hogy egy újabb, a homoszexuálisok szempontjait bemutató műsor kerül sugárzásra.[20]
- szeptember 19. – A Fővárosi Törvényszék bejegyezte a Budapest Pride-ot szervező Szivárvány Misszió Alapítványt.
- október – Terry Black, aki korábban transzvesztita előadóművészként dolgozott, örökbe szeretne fogadni egy újszülöttet. A gyámhatóság először jóváhagyja a kérvényt, majd miniszteri közbenjárásra visszavonják.[21] Az ügy végére csak 2005-ben kerül pont.[22]
- október 2. – A Szivárvány Misszió Alapítvány bejegyzése jogerőre emelkedett. A szervezet a Háttér Társaság, a Labrisz és az azóta megszűnt Lambda egy-egy képviselőjét, továbbá az alapítóktól független kurátorokat tömörítette magába.

## 2002
- február – Választási részvételre buzdító plakátok jelennek meg az utcákon, amelyek között egy leszbikus párt ábrázoló is szerepel.[23] A plakátot támadják mind a jobboldali szervezetek (a leszbikusság nem az utcára való),[24] mind a leszbikusszervezetek (a sztereotipikus ábrázolásmód miatt).[25]
- március – A Szimpozion Egyesület megalapítása. A szervezetet 2003-ban jegyzi be a bíróság.[26]
- június 27–30. – A VII. Leszbikus-, Meleg-, Biszexuális- és Transzneműfesztivál.[27]
- február 28. – A kötelező sorkatonai szolgálat alkalmassági feltételeit előíró miniszteri rendeletből kikerül a homoszexualitás, mint személyiségzavar.[28]
- június 28. – Az Alkotmánybíróság megsemmisíti a HIV fertőzéssel kapcsolatos szabályozást.[29] A döntés után olyan szabályozást[30] fogadnak el, amely szerint az anonim szűrésben részt vevő személy még a fertőzöttség kiderülése esetén is megőrizheti anonimitását, illetve megszűnik a fertőzött környezetének kötelező szűrővizsgálata.
- szeptember 3. – Az Alkotmánybíróság azonos beleegyezési korhatárt ír elő az azonos és a különböző neműek közti szexuális aktusokra.[31] (lásd: 1993. szeptember 13.)
- október 17. – A katonaságon kívüli fegyveres szervek (rendőrség, tűzoltóság, nemzetbiztonsági szolgálat) alkalmassági feltételeit előíró miniszteri rendeletből is kikerül a homoszexualitás, mint személyiségzavar.[32]
- október – A Szimpozion Egyesület által szervezett Pocok Klub (későbbi nevén: Szimpozion Klub) első alkalmának megtartása.[33]

## 2003
- január– Megjelennek az első magyar homoszexuális valóságshow-szereplők az RTL Klub Való Világ című műsorában.[34]
- január 31.– A szerződéses állományú katonák alkalmassági feltételeit előíró miniszteri rendeletből kikerül a homoszexualitás, mint személyiségzavar.[35]
- január 25. – A kormány elfogadja az új polgári törvénykönyv koncepcióját és tematikáját,[36][37] amely az élettársi kapcsolat jogkövetkezményeinek bővítését tartalmazza, nem javasolja viszont a regisztrált élettársi kapcsolat bevezetését. A tematikában foglaltak nem kötelező érvényűek a végleges tervezet kidolgozása során. (lásd: 2006. március 31.)
- június 10. – Hivatalosan is megalakul az Öt Kenyér Keresztény Közösség a Homoszexuálisokért Egyesület a magyarországi keresztény-homoszexuális önszerveződések hivatalos képviseletére. (A Fővárosi Bíróság 2003. szeptember 25-én jegyzi be.) 2006 októberében Öt Kenyér Egyesületre változtatja a nevét.
- július 3–6. – A VIII. Leszbikus-, Meleg-, Biszexuális- és Transzneműfesztivál.[38]
- július 13. – A HírTV egyik műsorában Usztics Mátyás kritikával illeti a homoszexuálisokat. A Háttér panaszt nyújt be az ORTT-hez. A HírTV a panasz elbírálása előtt lehetőséget biztosít meleg szervezeteknek álláspontjuk műsorban történő kifejtéséhez.[39]
- július 21. – Megalakul a Sokszínű Magyarország Polgári Kör, amely a jobboldali melegeket és leszbikusokat kívánja összefogni.[40] A Polgári Köröket összefogó szervezet vezetője a Kör megalakulását provokációnak minősíti.[41] A Kör októberben Egyesületté alakul,[42] majd 2004 júniusában megszűnik.[43]
- szeptember – Lévai Katalin esélyegyenlőségi miniszter hivatalos tárgyalást kezdeményez a homoszexuális szervezetekkel. Rendszeres havi konzultációban állapodnak meg. A kezdeményezés néhány hónap múlva elhal.[44]
- október – Korábbi döntését megmásítva a Nyugdíjfolyósítási Igazgatóság elutasítja az özvegyi nyugdíj kifizetését egy férfinak, aki ugyan több mint tíz évet élt élettársi kapcsolatban azonos nemű párjával, de a kapcsolat egy része az élettársi kapcsolat megnyitását lehetővé tevő 1996-os döntés előttre esett.[45] (lásd: 2003. december 23.)
- október 10. – A Károli-ügy. Szexuális irányultsága miatt elbocsátanak egy lelkész-hallgatót a Károli Gáspár Református Egyetemről.[46] (lásd: 2004. január 4.)
- október 11. – Az Öt Kenyér Közösség Imádkozzatok üldözőitekért! mottóval nyilvános szentmisén emlékezik „a történelemben bármikor is meggyilkolt, megnyomorított melegekre, valamint pusztítóikra és mindazokra, akik hallgatásukkal, közömbösségükkel bűntársakká váltak a pusztításban”. A mise helyszíne a budai Orbán tér; a mise végeztével gyertyákat gyújtanak a közeli Apostoli Nunciatúra bejárata előtt. A rendezvényt megelőzően levélben értesíttették Juliusz Januszt, Magyarország apostoli nunciusát. Az értesítésre nem érkezett válasz. [47]
- december 22. – A Parlament elfogadja Az egyenlő bánásmódról és az esélyegyenlőség előmozdításáról szóló törvényt,[48] amely széles körben tiltja a szexuális irányultság szerinti hátrányos megkülönböztetést. A jobboldali pártok kivennék a szexuális irányultságot a védett tulajdonságok közül.[49]
- december 23. – Az özvegyi nyugdíj kapcsán kialakult vitában a Kormány dönt, a 248/2003. sz. kormányrendelet alapján az azonos neműeknél is be kell számítani 1996 előtti együtt töltött éveket.[50] (lásd: 2003. október)

## 2004
- január 4. – A Károli Gáspár Református Egyetem Kari Tanácsa tanulmányi anyagot bocsát ki, miszerint homoszexuális irányultságú hallgatók a lelkészképzésben nem vehetnek részt.[51] Magyar Bálint oktatási[52] és Lévai Katalin esélyegyenlőségi miniszter[53] elítéli az egyetem gyakorlatát. A Háttér Társaság a Melegekért február 11-én pert indít.[54] (lásd: 2005. június 8.)
- február 27. – Budapesten, a Parlament épületében tartják a Szocialista Ifjúsági Internacionálét. A program keretében ülésezik a LesBiGay munkacsoport is, köztük belga, svéd, finn, lengyel, román, szlovén, holland, német és új-zélandi LMBT politikusok részvételével. A munkacsoport határozatot fogalmaz meg az ENSZ-nek, melyben sürgetik a homoszexuálisok hátrányos megkülönböztetése elleni fellépést, illetve elítélik George Busht, amiért ellenzi az azonos neműek házasságkötését.[55]
- július 1–4. – A IX. Leszbikus-, Meleg-, Biszexuális- és Transzneműfesztivál.[56]
- október 27-31. – Budapesten tartja 26. éves konferenciáját az ILGA. Megnyitó beszédében Göncz Kinga a regisztrált élettársi kapcsolat tervezett bevezetését említi.[57]
- december 5. – Homoszexuális szervezetek Civil Zsibvásárt rendeznek a Kultiplexben, hogy az adományozás új formáját meghonosítva forrásokat teremtsenek működésükhöz.[58]

## 2005
- február 19. – A Magyar Kereszténydemokrata Szövetség országos küldöttgyűlésén Semjén Zsolt az SZDSZ kapcsán „szakállas bácsikról” beszél, összemosva a homoszexualitást a pedofíliával.[59] A kijelentés miatt aláírás-kampány indul, melyben követelik, hogy Semjén mondjon le emberi jogi bizottsági alelnöki tisztéről.[60][61] Az SZDSZ az eset kapcsán Szakállas Bácsi díjat alapít, melyet a szerintük intoleráns közéleti megszólalásokért ítélnek oda.[62]
- február 19. – Ugyanitt Családvédelmi Charta 2005 néven a szexuális kisebbségek jogi diszkriminációját szorgalmazó kezdeményezést fogadnak el.[63] Homoszexuális szervezetek közös nyilatkozatban tiltakoznak.[64]
- március 10. – Ungár Klára SZDSZ-es politikus egy televíziós műsorban nyíltan beszél leszbikusságáról.[65] Bár szexuális irányultságát korábban sem titkolta, tévés szereplése az első magyar politikusi coming out.
- május 17. – Göncz Kinga, ifjúsági, családügyi, szociális és esélyegyenlőségi miniszter miniszteri közleményt ad ki a „Homofóbia Ellenes Világnap” alkalmából.[66] Melegszervezetek,[67] valamint az SZDSZ Új Generáció[68] közleményt adnak ki. (lásd: 2006. május 17.)
- május 24. – Az SZDSZ hat képviselője az azonos nemű párok előtt is nyitva álló regisztrált élettársi kapcsolat bevezetéséről szóló törvényjavaslatot[69] nyújt be a Parlamentnek. A javaslat tárgyalását az illetékes bizottság elnapolja.
- június – Az Öt Kenyér Közösség állásfoglalást tesz közzé Megfontolások az azonos neműek párkapcsolatáról címmel.[70][71]
- június 16. – Megalakul az SZDSZ Új Generáció Melegjogi Munkacsoportja, az első pártpolitikai keretek között működő melegkezdeményezés.[72]
- június 8. – A Károli-ügyben a Legfelsőbb Bíróság jogerősen az Egyetemnek ad igazat, a bíróság ugyanakkor a szexuális irányultságot az emberi méltóság lényegéhez tartozó, „lényegi tulajdonságnak” minősíti, ezzel megerősíti az LMBT szervezetek közérdekű keresetindítási jogát, valamint kimondja, hogy az egyenlő bánásmódról szóló törvény egyházi felsőoktatási intézményekre is vonatkozik, ez alól csak a hitéleti képzés jelent kivételt.[73](lásd: 2004. január 4.)
- július 7–10. – A X. Leszbikus-, Meleg-, Biszexuális- és Transzneműfesztivál[74]
- július 9. – Gyurcsány Ferenc miniszterelnök a Volt Fesztiválon elmondott beszédében kiáll az azonos neműek párválasztási szabadsága mellett, a házasság megnyitását azonban nem tartja időszerűnek.[75] (lásd: 2007. március 15.)
- augusztus 4. – Az SZDSZ Új Generáció Melegjogi Munkacsoportja demonstrációt szervez az Iráni Nagykövetség elé két meleg fiatal kivégzése elleni tiltakozásul.[76]
- október 8. – Gyurcsány Ferenc személyében először említi magyar miniszterelnök a homoszexuálisokat a holokauszt áldozatai között. A beszédre az Egyesült Államokban kerül sor.[77]
- október 29. – Leszbikus Identitások Fesztiválja[78]
- december – Terry Black jogerősen örökbe fogadhatja a már négy éve nevelt Danikát.[79]
- december 3. – A Parlament elfogadja az egészségügyi törvény módosítását,[80] így a jövőben idős vagy meddő egyedülálló nők is részt vehetnek mesterséges megtermékenyítésben. A leszbikus párkapcsolatban élők számára ez a lehetőség továbbra sem áll nyitva.[81] (lásd: 2006. január 22.)
- december 9. – A Habeas Corpus Munkacsoport gyertyafényes demonstrációt szervez a Lengyel Nagykövetség elé a varsói Egyenlőség Menet homoszexuális felvonulás betiltása, valamint a lengyel Nők és Férfiak Esélyegyenlőségéért Felelős Kormányhivatal megszüntetése miatt.[82] (lásd: 2006. március 14.)

## 2006
- január 13. – A tűsarok.org portálon interjú jelenik meg Kósáné Kovács Magdával melyben többek között elmondja, „nem is hajtom például, hogy az azonos neműek törvény előtt elismert házassági szerződést, vagy együttélési szerződést köthessenek. … Vagy lehet törvényt alkotni erről, de akkor itt véresre fogják verni azt, aki egy azonos neművel kézen fogva sétál.”.[83] (lásd: 2006. június 22-25., 2006. november 8.)
- január 22. – Az SZDSZ küldöttgyűlése elfogadja a párt választási programját.[84] (lásd: 2000. december 2-3.) Csalódást kelt a párt korábbi házasság felvetése után, hogy változatlanul csak a regisztrált élettársi kapcsolatot szorgalmazza, a mesterséges megtermékenyítéssel kapcsolatban pedig megszüntetettnek tekinti a továbbra is fennálló diszkriminációt. (lásd: 2005. december 19.)
- március 24. – Lech Kaczyński lengyel elnök magyarországi látogatására civil szervezetek tüntetést szerveznek, hogy ezzel tiltakozzanak a szerintük a homoszexuálisokat sértő lengyelországi kormányintézkedések ellen. A rendőrség nem engedi a tüntetőket a Sándor-palota közelébe.[85] (lásd: 2005. december 9.)
- március 21. – A választási kampány hajrájában Mikola István (Fidesz) egy pécsi rendezvényen a következőt mondja: „nem közösségek kellenek, hanem szinglikből összeálló hordák, és akkor már indul is az Andrássy úton a menet. A másság menete, félmeztelen fiúk a fiúk nyakába; lányok a lányok nyakába, fülbevalók, lufik, és szól a recsegő rádióban a zene”.[86] Bayer Zsolt, a Magyar Nemzet publicistája arról beszél 25-én Hódmezővásárhelyen, „ha a liberálisnak tartott angol Oliver Cromwell feltámadna, s elvinnék a meleg büszkeség napján szervezett felvonulásra, ahol harmincezer rózsaszín bőrtangás buzi vonul fel, rablóhúst csinálna valamennyiből, kardélre hányná mindet”.[87] Ugyanezen a hétvégén Semjén Zsolt a KDNP országos nagygyűlésén: „Mi… a normalitás védelmezői vagyunk. Elég volt a devianciából, a meleg büszkeségből, s abból az értékrombolásból, amit az SZDSZ művelt!” „Varsó polgármestereként volt bátorsága, hogy az ifjúság és a közerkölcs védelmében kivágja Varsóból a meleg felvonulást.” Végül pedig ugyanő 28-án azzal példálózik egy pásztói fórumon, hogy hova vezetne, ha Ungár Klára feleségül vehetne egy nőt, és hogyan reagálna erre nagytermészetű Kovács László.[88]
- március 31. – Az Igazságügyi Minisztérium megjelenteti az új polgári törvénykönyv családjogi könyvének tervezetét. A tervezetben az élettársi kapcsolat jogkövetkezményeinek bővítése, és a létező élettársi kapcsolat fakultatív (jogkövetkezmények nélküli) regisztrációja szerepel, de a regisztrációval létrejövő élettársi kapcsolat nem.[89] (lásd: 2003. január 25., 2006. december 31.)
- május 17. – Az Ifjúsági, Családügyi, Szociális és Esélyegyenlőségi Minisztérium sajtóközleményt ad ki a „Homofóbia-ellenes Világnap” alkalmából. Az előző év gyakorlatától eltérően a közleményt nem személyesen a miniszter jegyzi.[90] (lásd: 2005. május 17.)
- május 24. – Az Európai Parlament Tájékoztatási Irodája és az Amnesty International Vessünk véget a gyűlöletnek címmel szemináriumot rendez a Homofóbia-ellenes Világnap alkalmából.[91]
- június 22–25. – A XI. Leszbikus-, Meleg-, Biszexuális- és Transzneműfesztivál. A fesztivál megnyitóbeszédében Ungár Klára név említése nélkül bírálja azokat a törekvéseket, melyek a homoszexuálisok érdekeire hivatkozva akarják korlátozni a homoszexuálisok jogait, egyértelművé téve, hogy a maximumot követelik, a házasságot és az örökbefogadást.[92][93][94] (lásd: 2006. január 13.) A felvonulást az immár szokásosnak mondható Bégány Attila féle ellentüntetésen kívül bekiabálások kísérik.[95]
- június 29. – A HVG hetilap legfrissebb száma interjút közöl Tarlós Istvánnal, melyben a homoszexuálisok jogi helyzetét firtató kérdést azzal a fordulattal kerüli meg, hogy „erről a speciális ügyről talán meg kellene kérdezni az SZDSZ ügyvivőit”.[96] Az SZDSZ Új Generáció közleményben tiltakozik.[97]
- augusztus 9. – A Sziget Fesztivál Magic Mirror sátrában tartott beszélgetésen az SZDSZ-es Léderer András mellett a meghívott Semjén Zsolt helyett a KDNP-t képviselő Lukács Tamás is támogatja a regisztrált élettársi kapcsolat bevezetését, miközben a házasság megnyitásától továbbra is határozottan elzárkózik.[98] Később heves bírálatok érik a Jobbik és az IKSZ részéről "túlságosan megengedő hozzáállásáért".[99] (lásd: 2007. január 6.)
- augusztus 17. – Tízéves működés után megszűnik az Öt Kenyér Keresztény Közösség a Homoszexuálisokért. Az egyesület továbbviszi az Öt Kenyér nevet, és folytatja társadalmi tevékenységét. (lásd: 1996. augusztus 1.)
- augusztus 31. – Megalakul a Mozaik Ökumenikus Közösség. (Első hirdetése a 2006. novemberi Másokban jelenik meg.)
- október 21. – Első alkalommal rendezik meg Budapesten az azonos nemű párok tánc világbajnoksága, valamint a Csárdás Kupa.[100][101]
- november 8. – Az Európai Parlament szocialista frakciója által a homoszexuálisok alapvető jogairól szervezett konferencia megnyitóbeszédében Kósáné Kovács Magda elmondja, „helytelen, hogy a magyar iskolákban még mindig tabu a melegekről és a jogaikról való oktatás”.[102] (lásd: 2006. január 13.)
- november 13. – Mocsonaki László, a Háttér Társaság a Melegekért ügyvivője a homoszexuálisok érdekében végzett tevékenységéért állami elismerésben, „Szociális Munkáért díj”-ban részesül.[103]
- december 11. – Az egészségügyi reformhoz kapcsolódóan a Kormány meg akarja szüntetni a külsődleges nemi jellegek megváltoztatására irányuló beavatkozások társadalombiztosítási támogatását.[104] Mivel Gusztos Péter SZDSZ-es képviselő ezt megakadályozó módosító javaslatát[105] végül elfogadják, Molnár Lajos SZDSZ-es egészségügyi miniszter zárószavazás előtti módosító javaslatával[106] a részleges finanszírozással egyezik ki, hogy aztán kormányrendelettel[107] 90%-ban határozzák meg a részleges térítés díj mértékét.
- december 14. – A Szimpozion Baráti Társaság Bújj elő! kampányát sajtótájékoztatón mutatja be Virág Zsolt.[108]
- december 16. – Megalakul a Transzszexuálisok Magyarországi Egyesülete.
- december 18. – Az Országgyűlés elfogadja a külföldiek beutazásáról és tartózkodásáról szóló új törvényt.[109] A jövőben a magyar vagy EU állampolgár élettársa is elismerhető családtagként, és ilyen módon jogosulttá válhat magyarországi tartózkodásra.
- december 31. – Az Igazságügyi és Rendészeti Minisztérium megjelenteti az új polgári törvénykönyv öröklési jogi könyvének tervezetét. A tervezetben a bejegyzett élettársak a házastársakkal teljesen azonos elbírálás alá esnek, és a be nem jegyzett élettársak jogai is bővülnek.[110] (lásd: 2006. március 31., 2007. október 29.)

## 2007

### Január
- január 6. – Egy sajtótájékoztató során Lévai Katalin társadalmi vitát javasol az azonos neműek házassága kapcsán.[111] (lásd: 2007. szeptember 21.) A KDNP azonnal visszautasítja a felvetést.[112] (lásd: 2006. augusztus 9.)
- január 19. – Az Egyenlő Bánásmód Tanácsadó Testület társadalmi vitát indít az azonos nemű párok tartós együttélésének jogi szabályozása kapcsán.[113] (lásd: 2007. március 22.)

### Február
- február 7. – Kóka János SZDSZ elnökjelölti kampánynyitó rendezvényén Török Gusztáv, Kalocsa polgármestere szerint ha „rétegüzeneteket” fogalmazunk meg, azt az adott rétegnek kell elmondani csak, különben másokat taszíthatunk vele.[114]
- február 21. – Az SZDSZ Új Generáció Regisztrálj! estet és partyt rendez a regisztrált élettársi kapcsolatok bevezetésének támogatására Budapesten, az A38 hajón beszélgetéssel, koncerttel és diszkóval.
- február 25. – Kóka János SZDSZ elnökjelölt nyilvánosságra hozza esélyegyenlőségről szóló vitairatát, melyben megismétli a Korszakváltás programjában megfogalmazott célokat.[115][116] (lásd: 2000. december 2-3., 2007. március 14.) A Jobbik Szodoma-díjjal „jutalmazza” vitairatáért.[117]

### Március
- március 1. – A Marom Klub zsidó egyesület és Pilpul internetes életmód magazinja kerekasztal-beszélgetést szervez a homoszexualitásról a budapesti Sirály kávéházban.[118][119][120]
- március 9. – Magyar Bálint és Sándor Klára az SZDSZ számára készített cselekvési tervben[121] az azonos nemű párok házasságkötésének lehetővé tételét javasolják, miközben továbbra sem biztosítanák a leszbikus párkapcsolatban élő nők lombikprogramokban való részvételét. (lásd: 2005. december 19.)
- március 14. – Fodor Gábor SZDSZ elnökjelölt nyilvánosságra hozza a szabadságjogokról szóló politikai programját,[122] melyben Kóka Jánoshoz hasonlóan csak „a házassággal azonos jogokat biztosító” regisztrált élettársi kapcsolat mellett foglal állást. (lásd: 2007. február 25.)
- március 15. – Gyurcsány Ferenc miniszterelnök a Művészetek Palotájában, az állami ünnepségen „Összetartozunk” címmel elmondott ünnepi beszédében[123] számos példa között említi ezt is: „Megingathatatlanul hihetsz hagyományosnak gondolt férfi-női szerepekben, a család semmi mással nem pótolható összetartó erejében, vagy férfiként férfi, nőként nő szerelmére vágysz, ezzel együtt is összetartozunk.” 20-án riporteri kérdésre válaszolva egyértelművé teszi, hogy kijelentése nem értelmezhető a melegjogok bővítésének szorgalmazásaként.[124][125][126] (lásd: 2005. július 9., 2007. július 4.)
- március 22. – Melegszervezetek az Egyenlő Bánásmód Hatóság mellett működő Tanácsadó Testület által kezdeményezett társadalmi vitában közösen foglalnak állást a házasság jogintézményének megnyitása mellett, mivel a regisztrált élettársi kapcsolat bevezetését diszkriminatívnak tartják.[127] (lásd: 2007. január 19., 2007. szeptember 21.)

### Május
- május 17. – Az SZDSZ Új Generáció „Homofóbia-ellenes Chartát” fogad el.[128]

### Június
- június 17. – Az SZDSZ Új Generáció nyílt levélben kritizálja az új Ptk. élettársakra vonatkozó szabályait, és egyeztetést kezdeményez a miniszterrel.[129]
- június 25. – A Parlament ellenszavazat nélkül elfogadja az új menedékjogi törvényt, amely a szexuális irányultság szerinti diszkriminációt az üldöztetés egyik formájának tekinti.[130]

### Július
- július 4. – Gyurcsány Ferenc miniszterelnök a kormányülést követő sajtótájékoztatón újságírói kérdésre válaszolva kijelenti, hogy a kormányprogramban is szereplő, a házassághoz hasonló jogokat biztosító regisztrált élettársi kapcsolat bevezetése a „polgári jogi szabályozás tárgyát képező kérdés”.[131] (lásd: 2007. március 15., 2007. július 25.)
- július 5-8. – A XII. Leszbikus-, Meleg-, Biszexuális- és Transzneműfesztivál. A fesztivál megnyitóbeszédében Szetey Gábor államtitkár coming outol.[132] (lásd: 2007. július 8.)
- július 5. – Az SZDSZ ügyvivői határozatban állnak ki a házasság azonos nemű párokra való kiterjesztése mellett.[133] (lásd: 2007. szeptember 20.)
- július 8. – Az LMBT fesztivál keretében szervezett felvonulást minden eddiginél nagyobb, erőszakos ellentüntetés kíséri.[134] A felvonulást követő buli helyszínéről távozó résztvevőket több támadás éri.[135] Az összes parlamenti párt elítéli a történteket, bár a hangsúlyokat máshova helyezik. Az MSZP[136][137] és az SZDSZ[138][139] az ellentüntetőket támadja, a Fidesz[140] a rendőrség felelősségét firtatja, a KDNP[141] az erőszak mellett a homoszexuális felvonulást is elítéli. Több szolidaritási kezdeményezés is indul a homoszexuálisok mellett.[142][143] Az Amnesty International nemzetközi jogvédő szervezet a rendőrségi fellépés elmaradását kritizálja.[144]
- július 10. – Horváth Ágnes egészségügyi minisztert és Szetey Gábor frissen előbújt államtitkárt becsmérlő, a homoszexualitást betegségként beállító cikk jelenik meg a Magyar Orvosi Kamara honlapján.[145] Az SZDSZ tiltakozik,[146] a Kamara elnöke magánvéleménynek minősíti az írást,[147] a minisztérium közleményben cáfolja[148] a cikk homoszexualitásra vonatkozó állításait. A cikket eltávolítják a honlapról, a Kamara diszkrimináció-ellenes nyilatkozatot ad ki.[149] Orvosok egy csoportja aláírásgyűjtésbe kezd a cikk ellen.[150]
- július 14. – Civil szervezetek a Büntető törvénykönyv módosítását kezdeményezik, hogy a vallási és etnikai csoportok mellett a homoszexuálisok elleni erőszak is gyűlölet-bűncselekményként legyen büntetve.[151]
- július 14. – A Humanista Párt szimbolikus homoszexuális esküvőt tart, hogy felhívják a figyelmet a homoszexuálisok és leszbikusok intézményes megkülönböztetésére.[152]
- július 19. – Dr. A. T. népszavazást kezdeményez a azonos neműek házasságáról. (lásd: 2007. július 31.)
- július 25. – Gyurcsány Ferenc miniszterelnök a TV2-nek adott interjújában a homoszexuálisokra vonatkozóan kijelenti, hogy „én általában a jogegyenlősítés pártján állok”, miután Bárdos András riporter tisztázza számára, hogy „a házasság szóhoz szerintem senki nem ragaszkodik”.[153] (lásd: 2007. július 4.)
- július 31. – Az OVB burkolt alkotmánymódosításra hivatkozva elutasítja Dr. A. T. népszavazási kezdeményezését az azonos neműek házasságáról.[154] (lásd: 2007. július 19., 2007. október 15.)

### Augusztus
- augusztus 29. – A Lánchíd Rádió internetes oldalán Szetey Gábor nyíltan meleg államtitkárt egy náci koncentrációs tábor előtt, rózsaszín háromszöget viselve ábrázoló fotómontázst tesznek közzé. A Kormány sajtótájékoztatón[155] és közleményben[156] határolódik el a kép közlésétől.[157] A Rádió elnézést kér, a felelősöket elbocsátják, a képet eltávolítják.
- augusztus 31. – A Magyar Gárda megalakulása kapcsán tartott ötpárti, nemzetközi sajtótájékoztatón Gyurcsány Ferenc miniszterelnök bejelenti, a Kormány a polgári törvénykönyv módosítását kezdeményezi, hogy a kisebbségek (köztük nevesítve a szexuális kisebbségek) könnyebben felléphessenek a bántó megnyilvánulásokkal szemben.[158] (lásd: 2007. október 29.)

### Szeptember
- szeptember 10. – Sólyom László az Országgyűlés őszi ülésszakának első ülésnapján, napirend előtti felszólalásában kijelenti: „az alkotmányosság nem tűri az erőszakot. Az erőszakot és az erőszak közvetlen érzelmi előkészítését büntetni kell. (…) Nem lehet eltűrni azt az erőszakot sem, amit ellentüntetők a homoszexuálistüntetés után elkövettek.”[159]
- szeptember 20. – Az SZDSZ sajtótájékoztatón jelenti be, hogy törvényjavaslatot fog benyújtani a házasság azonos neműek előtti megnyitására vonatkozóan.[160] (lásd: 2007. július 5., 2007. szeptember 24.)
- szeptember 21. – Lévai Katalin EP-képviselő nyilvános parlamenti meghallgatást tart a szexuális irányultság miatt diszkrimináció témájában.[161] Az eseményen Demeter Judit az Egyenlő Bánásmód Hatóság elnöke bejelenti: a Hatóság mellett működő Tanácsadó Testület az azonos neműek házasságának lehetővé tételét javasolja a Kormánynak.[162][163] (lásd: 2007. március 22.) Ugyanakkor Lévai Katalin a TV2 Tények műsorában arról beszél, hogy a házasság mellett a regisztrált élettársi kapcsolatot is megfelelő formának tartja a jogegyenlőség megteremtésére.[164] (lásd: 2007. január 6.)
- szeptember 24. – SZDSZ-es képviselők – szeptember 20-i sajtótájékoztatójukkal összhangban – a házasság megnyitására vonatkozó törvényjavaslatot[165] nyújtanak be a Parlamentnek. (lásd: 2007. szeptember 20., 2007. október 1.)

### Október
- október 1. – Az MSZP-frakció döntést hoz arról, hogy nem támogatja az SZDSZ házasság megnyitására vonatkozó törvényjavaslatát, egyúttal határidő megjelölése nélkül felszólítja a kormányt, hogy az azonos neműek együttélésének jogi kérdéseit a regisztrált élettársi kapcsolat bevezetésével rendezze.[166][167] (lásd: 2007. szeptember 24., 2007. november 6.)
- október 7. – D. Szebik Imre nyugalmazott evangélikus püspök, a Magyarországi Egyházak Ökumenikus Tanácsának elnöke a homoszexualitást élet elleni véteknek nevezi a reformáció hónapjának ünnepélyes megnyitóján.[168] Két nappal később Gusztos Péter SZDSZ-es képviselő közleményben tiltakozik.[169]
- október 15. – Az Alkotmánybíróság, népszavazási kezdeményezésről soron kívül döntve, közvetve kimondja a azonos neműek házasságának alkotmányellenességét.[170] (lásd: 2007. július 31., 2007. október 28.)
- október 28. – Sólyom László köztársasági elnök a Nagycsaládosok Országos Egyesületének megalakulási évfordulóján kijelenti, hogy a házasság és a család intézménye nincs veszélyben, mivel az Alkotmánybíróság megerősítette, hogy házasság csak férfi és nő között lehet.[171] (lásd: 2007. október 15.)
- október 29. – A Parlament elfogadja a Ptk. gyűlöletbeszéddel kapcsolatos módosítását, amely a szexuális kisebbségiek és civil szervezeteik számára is lehetővé teszi az általában a csoport ellen irányuló sértő megnyilatkozások elleni jogi fellépést.[172] (lásd: 2007. augusztus 31., 2007. november 13.)
- október 29. – Az Igazságügyi és Rendészeti Minisztérium megjelenteti az új polgári törvénykönyv tervezetének újabb, immár a minisztérium álláspontját tükröző változatát.[173] A tervezetben szerepel az anyakönyvvezető előtt kötött bejegyzett élettársi kapcsolat intézménye, amely a házassággal azonos jogokat ad a feleknek a lakáshasználat, a tartás és az öröklés területén. Az örökbefogadás továbbra sem lenne engedélyezett. (lásd: 2006. december 31., 2007. november 14., 2008. március 25.)

### November
- november 6. – Az SZDSZ házasság megnyitására vonatkozó törvényjavaslatának tárgysorozatba vételét 2 igen (Gusztos Péter SZDSZ, Donáth László MSZP), 8 tartózkodás (MSZP) és 9 nem (FIDESZ, KDNP, MDF) szavazattal elutasítja a kijelölt Emberi jogi, kisebbségi, civil- és vallásügyi bizottság.[174] (lásd: 2007. október 1.)
- november 13. – Sólyom László köztársasági elnök álláspontja[175] szerint a Ptk. gyűlöletbeszéddel kapcsolatos módosítása több ponton alkotmányellenes, ezért előzetes normakontrollra megküldi az Alkotmánybíróságnak.[176] (lásd: 2007. október 29.)
- november 14. – A Kormány elfogadja az eddig csak az új Ptk. tervezetében szereplő bejegyzett élettársi kapcsolat előrehozott bevezetéséről szóló előterjesztést.[177] (lásd: 2007. október 1., 2007. október 29.)
- november 16. – A Kormány benyújtja a Parlamentnek a bejegyzett élettársi kapcsolatról szóló törvényjavaslatot.[178] (lásd: 2007. november 14., 2007. november 20.) LMBT szervezetek üdvözlik a döntést, de az örökbefogadás kapcsán kritizálják a javaslatot.[179] A Patent Egyesület közleményben tiltakozik a diszkrimináció ellen.[180] A katolikus egyház a család elleni támadásként értékeli a javaslatot.[181]
- november 20. – Az Kormány bejegyzett élettársi kapcsolatról szóló törvényjavaslatának általános vitára alkalmasságát 11 igen és 8 nem szavazattal elfogadja az első helyen kijelölt Emberi jogi, kisebbségi, civil- és vallásügyi bizottság.[182] (lásd: 2007. november 16.)
- november 26. – Az Alkotmányügyi, igazságügyi és ügyrendi bizottság 11 igen, 6 nem, 4 tartózkodás mellett a bejegyzett élettársi kapcsolatról szóló törvényjavaslatot általános vitára alkalmasnak minősíti.[183]

### December
- december 17. – A Parlament elfogadja a bejegyzett élettársi kapcsolatról szóló törvényjavaslatot.[178] 2009. január 1-jétől az azonos és különnemű párok anyakönyvvezető előtt léphetnek bejegyzett élettársi kapcsolatra. A bejegyzett élettársak jogai és kötelezettségei az örökbefogadás és a névviselés kivételével megegyeznek a házastársakéval.
- december 21. – Balikó Tamás a Nemzeti Színház igazgatói pályázatának vesztese egy lapinterjúban[184] vallásosságát és heteroszexualitását hangsúlyozza. A Magyar Színházi Társaság nyilatkozatban[185] ítéli el Balikót, mivel megjegyzését a nyertes pályázó szexuális irányultsága és vallása elleni támadásként értékelik. Balikó elnézést kér.[186]
- december 29. – A Sólyom László köztársasági elnök aláírja a bejegyzett élettársi kapcsolatról szóló törvényt. A törvényt 2007. évi CLXXXIV számmal hirdetik ki a december 30-i Magyar Közlönyben.[187]

## 2008

### Február
- február 10. – A Nagycsaládosok Országos Egyesülete beadványban kéri az Alkotmánybíróságtól a bejegyzett élettársi kapcsolatról szóló törvény alkotmányellenességének kimondását.[188] LMBT szervezetek sajtónyilatkozatban szállnak vitába a beadvánnyal.[189]

### Március
- március 3. – A FIDESZ plakátpályázatára olyan alkotás[190] érkezik, amely az SZDSZ-t a homoszexualitással kapcsolja össze. Az alkotás felkerül a párt hivatalos honlapjára. Az SZDSZ homofóbnak minősíti a plakátot, és tiltakozik ellene.[191]
- március 25. – Az Igazságügyi és Rendészeti Minisztérium megjelenteti az új polgári törvénykönyv tervezetének újabb változatát.[192] A tervezetben külön fejezetként szerepel a 2007. évi CLXXIV. törvény által bevezetett bejegyzett élettársi kapcsolat. A tervezet lehetőséget biztosít a házasságban élő, nemváltáson áteső transzszexuálisok számára, hogy házasságukat bejegyzett élettársi kapcsolatként folytassák. (lásd: 2007. október 29., 2007. december 17.)

### Április
- április 29. – Az KDNP sajtótájékoztatón jelenti be, hogy az Alkotmánybíróságon megtámadja a bejegyzett élettársi kapcsolatról szóló törvényt.[193] Az SZDSZ homofóbnak minősíti a törvény elleni támadást.[194]

### Május
- május 10. – A pápa magyar püspökökkel ötévente tartott találkozóján elmondott beszédében[195] üdvözli, hogy a magyar katolikus egyház fellépett a bejegyzett élettársi kapcsolat intézmények bevezetése ellen. A pápa véleménye szerint az új törvény alkotmányellenes. A kormányszóvivő megvédi a törvényt.[196] A szocialisták az Európai Parlamentben kritizálják a pápa beavatkozását,[197] míg a KDNP védelmébe veszi.[198]

### Június
- június 5. – A Kormány benyújtja az Országgyűlésnek az új polgári törvénykönyvről szóló törvényjavaslatot.[199] A tervezetbe visszakerül a jelenlegi családjogi törvényben is megtalálható (de a korábbi tervezetekben eltörölni kívánt) szabály, amely a házastársak általi örökbefogadás előnyben részesítését írja elő. (lásd: 2007. október 29., 2007. december 17., 2008. március 25.)
- június 4. – A melegfesztiválon való részvételre buzdító plakátok közül többön gyermekek is szerepelnek. A plakátok kapcsán vita indul a homoszexuális szervezetek között,[200] több szervezet tiltakozik,[201] a KDNP feljelentést tesz.[202] A két hónappal később közzétett ombudsmani jelentés szerint a készítőknek körültekintőbben kellett volna eljárniuk.[203]
- június 11. – Egy Budaörsön tartott közmeghallgatáson az egyik részt vevő a homoszexuálisokat sértő megjegyzéseket tesz, majd ezt követően Káhn János Fidesz-KDNP képviselő a képviselőtestület ülésén provokatív kérdésben tér vissza az incidensre. Helyi SZDSZ-es és MSZP-s politikusok elhatárolódnak, és a képviselő lemondását követelik.[204]
- június 11. – A BRFK a közlekedés aránytalan sérelmére hivatkozva betiltja az évek óta azonos helyszínen tartott Meleg Méltóság Menetet.[205] A döntés ellen tiltakoznak a homoszexuális szervezetek,[206] a rendezvényt megnyitó Lévai Katalin EP-képviselő,[207] Demszky Gábor főpolgármester,[208] az SZDSZ-Új Generáció,[209] valamint több jogvédő szervezet.[210][211][212] A rendőrség másnap visszavonja határozatát.[213]
- június 18. – Több szélsőjobboldali honlapon felhívás jelenik meg a homoszexuális felvonulás erőszakos megakadályozására.[214] Az SZDSZ-Új Generáció közösség elleni izgatás miatt feljelentést tesz,[215] a Védegylet[216] a Tilos Rádió[217] és 16 jogvédő szervezet[218] szintén kiáll a felvonulás mellett.
- június 19. – A Magyar Katolikus Püspöki Konferencia és a Magyar Katolikus Családegyesület Életvédő Fóruma közös sajtótájékoztatón bírálják a bejegyzett élettársi kapcsolat intézményének bevezetését, beadványban fordulnak az Alkotmánybírósághoz a törvény alkotmányellenességének megállapításáért.[219]
- június 27. – Ismeretlenek Molotov-koktélt dobnak az egyik melegbárra. A rendőrség garázdaság miatt indít nyomozást.[220] Melegszervezetek követelik, hogy a rendőrség emberölés kísérlete ügyében nyomozzon, mivel az elkövetők tisztában voltak vele, hogy a szórakozóhelyen emberek tartózkodnak.[221]

### Július
- július 2. – Ismeretlenek négy Molotov-koktélt dobnak az egyik melegszaunára. Egy ember könnyebb sérüléseket szenved.[222] A VIII. kerületi ügyben – az előző heti esettel összevontan – az V. kerületi rendőrség folytatja az eljárást. A személyi sérüléssel is járó esetben megállapított tényállás: rongálás.[223]
- július 2-6. – A XIII. LMBT Fesztivál[224]
- július 5. – Az LMBT Fesztivál keretében szervezett Meleg Méltóság Menetet bejelentett és be nem jelentett ellentüntetők zavarják meg, akik tojásokkal, kövekkel és Molotov-koktélokkal támadnak a felvonulókra és az őket védő rendőrökre.[225] A rendezvényen részt vevő több politikust és közéleti szereplőt is megtámadják.[226] Az MSZP,[227] az SZDSZ,[228] a FIDESZ[229] és az MDF,[230] Szabó Máté ombudsman,[231] Rauch Edit a SZMM esélyegyenlőségi államtitkára,[232] Szűcs Erika szociális és munkaügyi miniszter,[233] valamint az Országos Cigány Önkormányzat[234] elítéli az erőszakos fellépőket. Gyurcsány Ferenc miniszterelnök a szélsőségekkel szembeni fellépés kapcsán összehívja a közjogi méltóságokat és meghirdeti a Magyar Charta mozgalmat.[235]
- július 5. – Egy rendőrségi mentőautó személyzete elutasítja a segítséget a Meleg Méltóság Menet egyik résztvevőjétől, egy könnygáztól fuldokló, cukorbeteg felvonulótól.[236] A mentők ellen fegyelmi eljárás indul.[237]
- július 7. – Három férfi megver egy békésen üldögélő melegpárt a Rudas Fürdőben.[238]
- július 15. – Civil szervezetek kezdeményezik, hogy a Btk. Nemzeti, etnikai, faji vagy vallási csoport tagja elleni erőszak bűncselekmény tényállását terjesszék ki a szexuális orientáció és nemi identitás alapú erőszakos cselekményekre is.[239]
- július 31. – Az SZDSZ kilépésre szólítja fel egyik helyi szervezetének vezetőjét, miután a politikus szerintük rasszista és homofób nézeteinek ad hangot.[240]

### November
- november 10. – A Parlament elfogadja a homoszexuális felvonuláson történtekre válaszul készült Btk-módosítást, amely többek között tartalmazza a gyűlölet-bűncselekményre vonatkozó tényállás kiterjesztését a „lakosság egyes csoportjaira”, ezáltal az LMBT közösség tagjaira is.[241] Ugyanakkor a Parlament új törvény fogad el a gyűlöletbeszéd szabályozására, amely a szexuális irányultság szerinti csoportok tagjainak is lehetővé teszi, hogy polgári jogi úton lépjenek fel a megalázó és félelemkeltő magatartásokkal szemben.[242]

### December
- december 15. – Az Alkotmánybíróság megsemmisíti a bejegyzett élettársi kapcsolatról szóló törvényt, ugyanakkor kimondja, hogy az azonos nemű pároknak joguk van a házassághoz hasonló családjogi státuszra.[243] Gyurcsány Ferenc utasítja az igazságügyi minisztert egy új bejegyzett élettársi kapcsolat törvény elkészítésére.[244]

## 2009

### Február
- február 6. – Az RTL Klub Mónika show című adásában egy azonos nemű párt adnak össze.[245] A Nagycsaládosok Országos Egyesülete sajtóközleményben tiltakozik.[246] Az ORTT vizsgálatot indít, de végül nem ítéli el a műsorszolgáltatót.[247]
- február 11. – A Kormány új bejegyzett élettársi kapcsolatról szóló törvényjavaslatot fogad el.[248] A javaslat az azonos nemű párok vonatkozásában megegyezik a korábban elfogadott, majd az Alkotmánybíróság által megsemmisített törvénnyel. (lásd: 2007. december 17., 2008. december 15., 2009. április 16.)

### Március
- március 12. – Az Egyenlő Bánásmód Hatóság első ízben hoz elítélő határozatot szexuális irányultság alapján történő hátrányos megkülönböztetés kapcsán. A panaszos egy meleg férfi, akit, miután felvállalta szexuális irányultságát, kirúgták a tánciskolából, ahová korábban évekig járt.[249]

### Április
- április 20. – A Parlament 199-159-8 arányban elfogadja az új bejegyzett élettársi kapcsolatról szóló törvényjavaslatot.[250] A FIDESZ[251] és a KDNP[252] alkotmányellenesnek tartja a törvényt, a Magyar LMBT Szövetség tiltakozik.[253] (lásd: 2009. február 11.)

### Május
- május 7. – Sólyom László aláírja a bejegyzett élettársi kapcsolatról szóló törvényt.[254] A Magyar Közlönyben 2009. évi XXIX. számon hirdetik ki.[255] A törvény kapcsán több alkotmánybírósági beadvány készül.[256][257][258]

### Június
- június 14. – Nemzeti radikális szervezetek találkozót tartanak Szegeden, ahol együttműködésben állapodnak meg. Az együttműködés tartalmáról egy konkrétum hangzik el: bejelentik, hogy mindent meg kívánnak tenni a 2009-es homoszexuális felvonulás megakadályozásáért, amelyre mint „deviánsok menetére” hivatkoznak.[259] A Magyar LMBT Szövetség tiltakozik, és meghallgatást kérnek Sólyom László köztársasági elnöktől.[260]

### Július
- július 1. – Hatályba lép a bejegyzett élettársi kapcsolatról szóló törvény.[261]
- július 18. – Az Echo TV Képtelenségek c. műsorában a homoszexuálisokat kritikával illetik. Melegszervezetek panaszának helyt adva az ORTT elítéli a műsort.[262][263]
- július 30. – Magyar művészek egy csoportja interneten terjesztett videóban tiltakozik a homoszexuálisok kirekesztése ellen, mely Lily Allen Fuck You című számára készült videóklip.[264] A dal szövege többek között arról szól, hogy a homofóbok „baszódjanak meg”, illetve „gyűlöljük, amit csináltok, gyűlöljük az egész bandátokat”.[265]

### Augusztus
- augusztus 8. – Melegszervezetek gyertyagyújtással emlékeznek az egy héttel korábbi Tel Aviv-i, homoszexuálisokat ért merénylet áldozataira.[266]
- augusztus 28. – Ékes Ilona fideszes országgyűlési képviselő sajtótájékoztatóján a homoszexuális felvonulás betiltását követeli, és a homoszexualitást mentális betegségként említi. Meleg-[267] és jogvédő szervezetek[268] tiltakoznak. Az MSZP bizottsági tagságáról történő lemondásra szólítja fel a képviselőt,[269] a FIDESZ magánvéleménynek minősíti az elhangzottakat,[270] a KDNP kiáll Ékes mellett,[271]
- augusztus 28. – 13 budapesti nagykövetség közleményben áll ki a melegfelvonulás mellett.[272]
- augusztus 28. – A Magyar Helsinki Bizottság a homoszexuális felvonulás melletti kiállásra szólítja fel Sólyom László köztársasági elnököt és a parlamenti pártokat.[273] Az SZDSZ,[274] az MDF[275] és az MSZP[276] pozitívan reagál a kezdeményezésre.
- augusztus 30 – szeptember 6. – 14. Budapest Pride – Leszbikus, meleg, biszexuális, és transznemű film- és kulturális fesztivál[277]
- augusztus 31. – Az OVB elutasítja a homoszexualitás reklámozásának betiltására irányuló népszavazási kezdeményezést.[278]

### Szeptember
- szeptember 5. – Az Ifjúsági Kereszténydemokrata Szövetség sajtótájékoztatón a tiltakozik a homoszexuális felvonulás ellen.[279]
- szeptember 5. – Miután a rendőrség kordonokkal zárja el az ellentüntetőket a felvonulóktól, atrocitások nélkül lezajlik a „Meleg Méltóság Menet”. Az ellentüntetők a rendőrökre támadnak, 41 személyt őrizetbe vesznek.[280] Egy kisebb csoport megver egy a fesztivál pólóját viselő lányt, a rendőrség első ízben rendel el nyomozást melegvonatkozású ügyben közösség tagja elleni erőszak miatt.[281]
- szeptember 7. – Nyilvánosságra kerül egy korábbi felvétel, amelyen Molnár Oszkár Edelény polgármestere és fideszes országgyűlési képviselő cigányokra és homoszexualitásokra nézvést degradáló kijelentéseket tesz.[282] A FIDESZ helyi ügynek minősíti a kerdést,[283] az MSZP lemondásra szólítja fel a politikust.[284]
- szeptember 8. – A KDNP újra alkotmánybírósági beadványban támadja a bejegyzett élettársi kapcsolatot.[285]
- szeptember 21. – Az Országgyűlés zárószavazás előtti módosító javaslattal[286] eltávolítja az új Ptk.-ból az élettársak és bejegyzett élettársak partner gyermekének örökbefogadását lehetővé tevő szakaszait. A Magyar LMBT Szövetség közleményben tiltakozik.[287]
- szeptember 22. – Az OVB elutasítja a homoszexuális felvonulások betiltására irányuló népszavazási kezdeményezést.[288]

### Október
- október 7. – Az ORTT elmarasztalja az Echo TV-t egy homoszexuálisokat kritizáló műsora miatt.[289]
- október 30. – Az OVB ismét elutasítja a homoszexuális felvonulások betiltására irányuló népszavazási kezdeményezést.[290]

### November
- november 9. – Az Országgyűlés ismét elfogadja a Ptk.-t. Az új változat[291] lehetővé teszi élettársak számára, hogy örökbefogadják partnerük gyermekét. A bejegyzett élettársak számára ez a lehetőség nem áll nyitva. A Magyar LMBT Szövetség üdvözli a módosítást, de diszkriminatívnak nevezi a bejegyzett élettársak kihagyását.[292]

» későbbi események